# Biologia
- acima:  Salmonella e gazela
- abaixo: Goliathus e samambaia

Biologia é a ciência natural que estuda, descreve, preserva e melhora a vida e os organismos vivos. Apesar de sua complexidade, certos conceitos unificadores a consolidam em um campo único e coerente. A biologia reconhece a célula como a unidade básica da vida, os genes como a unidade básica da hereditariedade e a evolução como o motor natural que impulsiona a origem e extinção das espécies. Além disso, reconhece que os organismos vivos possuem estruturação interna em compartimentos com funções específicas, seja a nível celular, anatômico, fisiológico ou de diversidade e nichos ecológicos. Os organismos vivos também podem ser vistos do ponto de vista físico e químico como sistemas abertos que sobrevivem transformando energia e diminuindo sua entropia local para manter um o equilíbrio dinâmico vital, através de reações bioquímicas (homeostase). Por outro lado, organismos vivos também podem ser vistos sob o ângulo da produção econômica (produtos, processos, serviços e biotecnologias), tal qual a definição dada pela Convenção sobre Diversidade Biológica da ONU para biotecnologia, como sendo a utilização de sistemas biológicos, organismos vivos, ou seus derivados, para fabricar ou modificar produtos ou processos para utilização específica.
As subdisciplinas da biologia são definidas pelos métodos de pesquisa empregados e o tipo de sistema estudado: a biologia teórica usa métodos matemáticos para formular modelos quantitativos enquanto a biologia experimental realiza experimentos empíricos para testar a validade das teorias propostas e compreender os mecanismos subjacentes à vida e como ela surgiu e evoluiu.
As subdisciplinas da biologia também podem ser definidas pela escala em que a vida é estudada (molecular, celular, morfofisiológico, ecológico, biodiversidade, reprodução e genética), os tipos de organismos estudados e os métodos utilizados: a bioquímica examina a química rudimentar da vida; a biologia molecular estuda as interações complexas entre as moléculas biológicas; a biologia celular examina a unidade básica da vida, a célula; a fisiologia examina as funções físicas e químicas dos tecidos, órgãos e sistemas; a ecologia examina como os organismos interagem em seu ambiente; e a biologia evolutiva examina os processos evolutivos que provavelmente produziram a diversidade da vida. A vida, em relação às células, é estudada pela biologia celular, biologia molecular, bioquímica e genética molecular; enquanto, à escala multicelular, é estudada pela fisiologia, anatomia e histologia. A biologia do desenvolvimento estuda o processo pelo qual os organismos crescem e se desenvolvem, e a ontogenia (ou ontogênese), o desenvolvimento de um indivíduo desde a concepção até a maturidade.

## Etimologia

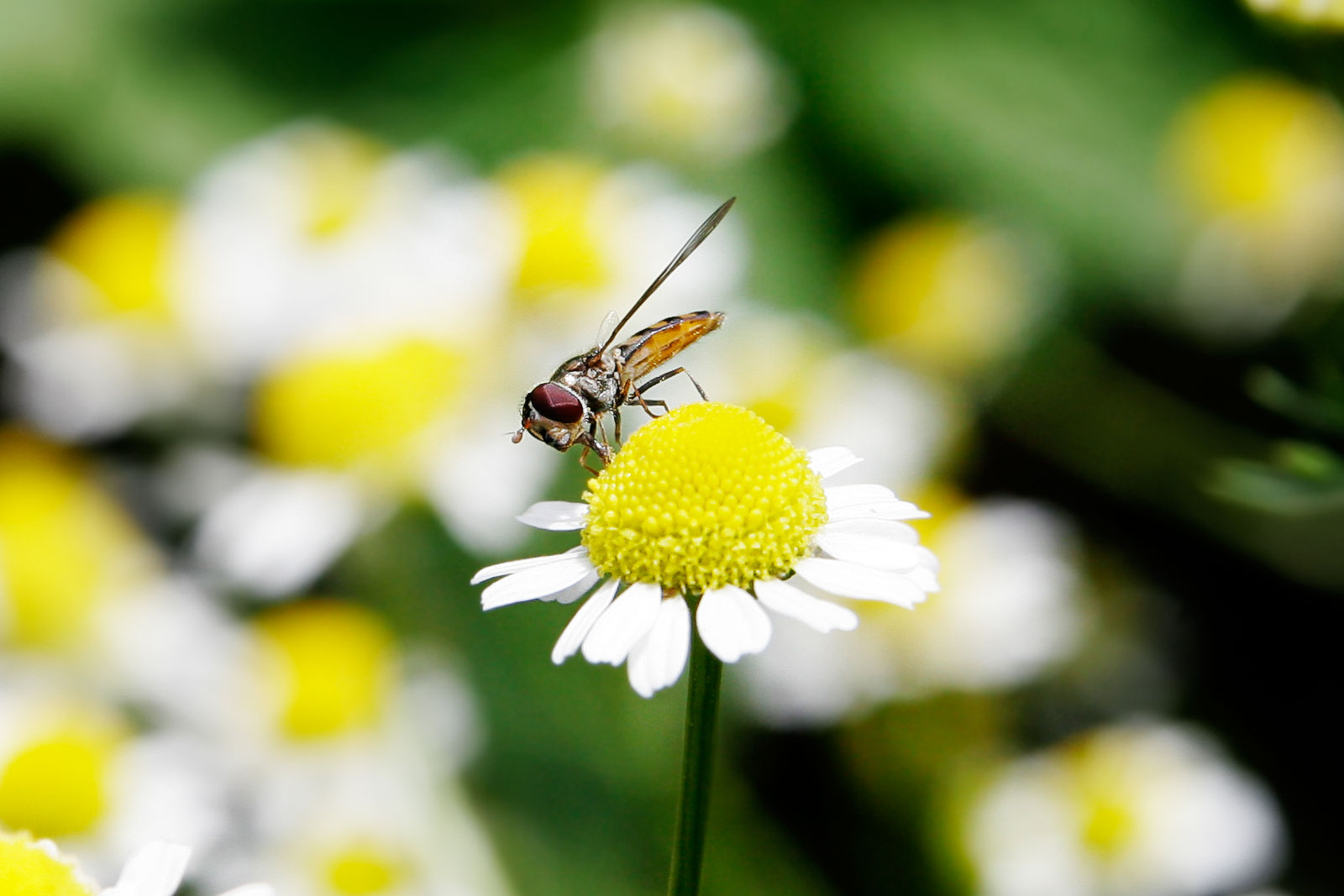
Uma mosca-da-flor, exemplo de mosca que, como o nome sugere, é encontrada próxima a flores, neste caso, sobre uma camomila.

O termo "biologia" significa basicamente "estudo da vida". Sua origem vem de Biologie, combinação originalmente alemã criada no início do século XIX a partir do vocábulo hipotético ‹βιολογία› (biología), do grego antigo ‹βίο› (bío-, "vida") ‹λόγος› (lógos, "explicação, discurso") +‎ ‹-ίᾱ› (-íā, sufixo nominal abstrato) = ‹-λογῐ́ᾱ› (-logíā, "estudo, tratado"). Posteriormente, se estendeu a outros idiomas europeus, como o francês e o dinamarquês (biologie).
O primeiro uso, em alemão, Biologie, foi numa tradução de 1771 do trabalho de Lineu. A forma latina do termo apareceu pela primeira vez em 1736, quando o cientista sueco Carlos Lineu (Carl von Linné) usou o termo biologi em sua Bibliotheca botanica. Em 1766 o termo foi usado novamente na obra intitulada Philosophiae naturalis sive physicae: tomus III, pelo geólogo, biólogo e fitólogo Michael Christoph Hanov, discípulo de Christian Wolff. Em 1797 Theodor Georg August Roose usou o termo no prefácio do livro Grundzüge der Lehre van der Lebenskraft, mas a palavra propriamente dita teria sido cunhada em 1800 por Karl Friedrich Burdach, aparecendo no título do terceiro volume da obra de Michael Christoph Hanov, publicada em 1766, Philosophiae naturalis sive physicae dogmaticae: Geologia, biologia, phytologia generalis et dendrologia (Propädeutik zum Studien der gesammten Heilkunst), onde também usou o termo em um sentido mais restrito do estudo dos seres humanos de uma perspectiva morfológica, fisiológica e psicológica. Contudo, o conceito de "biologia" no seu sentido moderno foi introduzido por Gottfried Reinhold Treviranus (Biologie oder Philosophie der lebenden Natur, 1802) e por Jean-Baptiste Lamarck (Hydrogéologie, 1802). Com o tratado de seis volumes de Biologie, oder Philosophie der lebenden Natur (1802–22), Gottfried Reinhold Treviranus declarou:
Os objetos de nossa pesquisa devem ser as diferentes formas e manifestações da vida, as condições e leis sob as quais esses fenômenos ocorrem, e as causas pelos quais eles foram efetuados. A ciência que se preocupa com esses objetos, deve ser indicada pelo nome de biologia ou doutrina da vida.

## História

### Origens
Embora a biologia moderna tenha se desenvolvido há pouco tempo, as ciências relacionadas e incluídas nela foram estudadas desde os tempos antigos. A filosofia natural foi estudada já nas antigas civilizações da Mesopotâmia, do Egito, do subcontinente indiano e da China. No entanto as origens da biologia moderna e sua abordagem ao estudo da natureza são mais frequentemente remontadas à Grécia antiga. Embora o estudo formal da medicina remonte ao Egito faraônico, foi Aristóteles (384-322 a.C.) quem contribuiu mais amplamente para o desenvolvimento da biologia. Especialmente importantes são sua História dos Animais e outros trabalhos onde ele mostrou inclinações naturalistas, e mais tarde trabalhos mais empíricos que enfocaram a causalidade biológica e a diversidade da vida. O sucessor de Aristóteles no Liceu, Teofrasto, escreveu uma série de livros sobre botânica que sobreviveram como a contribuição mais importante da antiguidade para as ciências das plantas, mesmo na Idade Média.
Dentre os estudiosos do mundo islâmico medieval que escreveram sobre biologia estavam Al-Jahiz (781–869), Abu Hanifa de Dinavar (828–896), que escreveu sobre botânica, e Rasis (865–925). A medicina foi especialmente bem estudada pelos estudiosos islâmicos que seguiam as tradições do filósofo grego, enquanto a história natural inspirou fortemente o pensamento aristotélico, especialmente na defesa de uma hierarquia fixa da vida.
A biologia começou a se desenvolver e crescer rapidamente com a melhoria do microscópio, de Anton van Leeuwenhoek. Foi então que os estudiosos descobriram os espermatozoides, as bactérias, e a diversidade da vida microscópica. As investigações de Jan Swammerdam levaram a um novo interesse pela entomologia e ajudaram a desenvolver as técnicas básicas de dissecção e coloração microscópica.
Os avanços na microscopia também tiveram um impacto profundo no pensamento biológico. No início do século XIX, vários biólogos apontaram para a importância central da célula. Então, em 1838, Schleiden e Schwann começaram a promover as ideias agora universais que compõe a teoria celular, mas cujos três princípios só obtiveram ampla aprovação da comunidade científica em 1860, graças ao trabalho de Robert Remak e Rudolf Virchow. Enquanto isso, a taxonomia e a classificação se tornaram o foco dos historiadores naturais. Lineu publicou uma taxonomia básica para o mundo natural em 1735 (variações da qual têm estado em uso desde então), e na década de 1750 introduziu nomes científicos para todas as suas espécies. Embora ele se opusesse à evolução, Georges-Louis Leclerc, conde de Buffon sugeriu a possibilidade de uma descendência comum dentre as espécies e portanto é visto como uma figura chave na história do pensamento evolutivo; seu trabalho influenciou as teorias evolutivas de Lamarck e Darwin.
O pensamento evolutivo sério originou-se com as obras de Jean-Baptiste Lamarck, que postulou que a evolução era o resultado do estresse ambiental nas propriedades dos animais, significando que quanto mais frequente e rigorosamente um órgão fosse usado, mais complexo e eficiente ele se tornaria, adaptando o animal ao seu ambiente e então seriam passadas para a prole. No entanto, foi o naturalista britânico Charles Darwin que forjou a teoria evolutiva mais bem-sucedida com base na seleção natural, combinando a abordagem biogeográfica de Humboldt, a geologia uniformitarista de Lyell, os escritos de Malthus sobre o crescimento populacional e suas próprias extensas observações naturais; raciocínios e evidências semelhantes levaram Alfred Russel Wallace a chegar independentemente às mesmas conclusões. Embora controversa, a teoria de Darwin se espalhou rapidamente pela comunidade científica e logo se tornou um axioma central da ciência da biologia.
A descoberta da representação física da hereditariedade veio junto com os princípios evolutivos e a genética populacional. Na década de 1940 e no início da década de 1950, experimentos apontaram o DNA como o componente dos cromossomos que mantinham as unidades portadoras de características que se tornaram conhecidas como genes. Um foco em novos tipos de organismos modelo, como vírus e bactérias, junto com a descoberta da estrutura em dupla hélice do DNA em 1953, marcou a transição para a era da genética molecular. Dos anos 1950 até os tempos atuais, a biologia foi amplamente ampliada em o domínio molecular. O código genético foi decifrado por Har Gobind Khorana, Robert W. Holley e Marshall Warren Nirenberg depois que o DNA foi entendido como contendo códons. Finalmente, o Projeto Genoma Humano foi lançado em 1990 com o objetivo de mapear o genoma humano em geral. Este projeto foi essencialmente concluído em 2003, com análises adicionais ainda sendo publicadas. O Projeto Genoma Humano foi o primeiro passo em um esforço globalizado para incorporar o conhecimento acumulado de biologia em uma definição funcional e molecular do corpo humano e dos corpos de outros organismos.

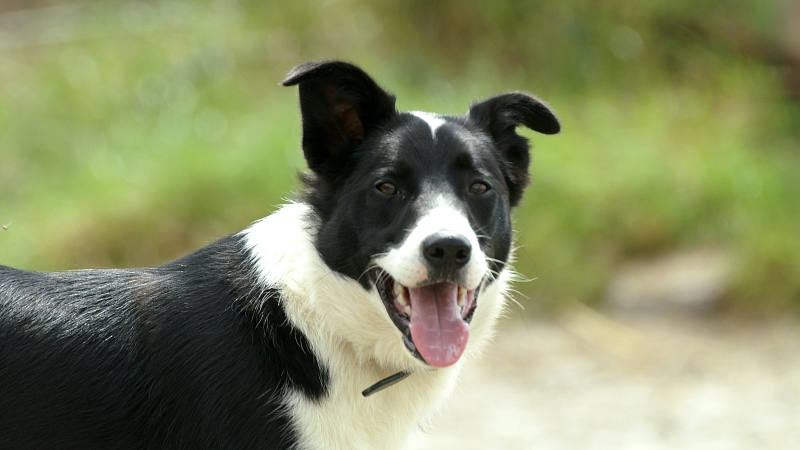
A biologia tem papel fundamental na ciência, no que tange o estudo dos seres vivos e da vida. Na foto, um cão (Canis familiaris), ser vivo pertencente ao reino animal

## Subdivisões
A biologia é atualmente dividida em várias subdivisões, ramos, ou subdisciplinas, todas voltadas ao estudo das particularidades da ciência. Elas são conhecidas no meio acadêmico por ciências biológicas, pois lidam com o estudo de certas áreas ou de uma área específica da biologia. São divididas em:
- Biofisiologia — o mesmo que fisiologia;
- Biologia celular (ou citologia) — estuda a morfologia, o desenvolvimento e as funções das células e dos componentes celulares;
- Biologia sintética: estuda formas de aprimorar ou construir novas funções e sistemas biológicos.
- Biologia evolutiva (ou Evolução) — estuda a origem e descendência das espécies a partir da teoria da evolução, bem como sua mudança através do tempo; teoria segundo a qual as espécies se modificam ao longo do tempo graças à ação das mutações e da seleção natural;
- Biologia humana — estuda o funcionamento do corpo humano, como os órgãos e sistemas desempenham suas funções e como ocorre a integração dos vários órgãos e sistemas; fisiologia humana;

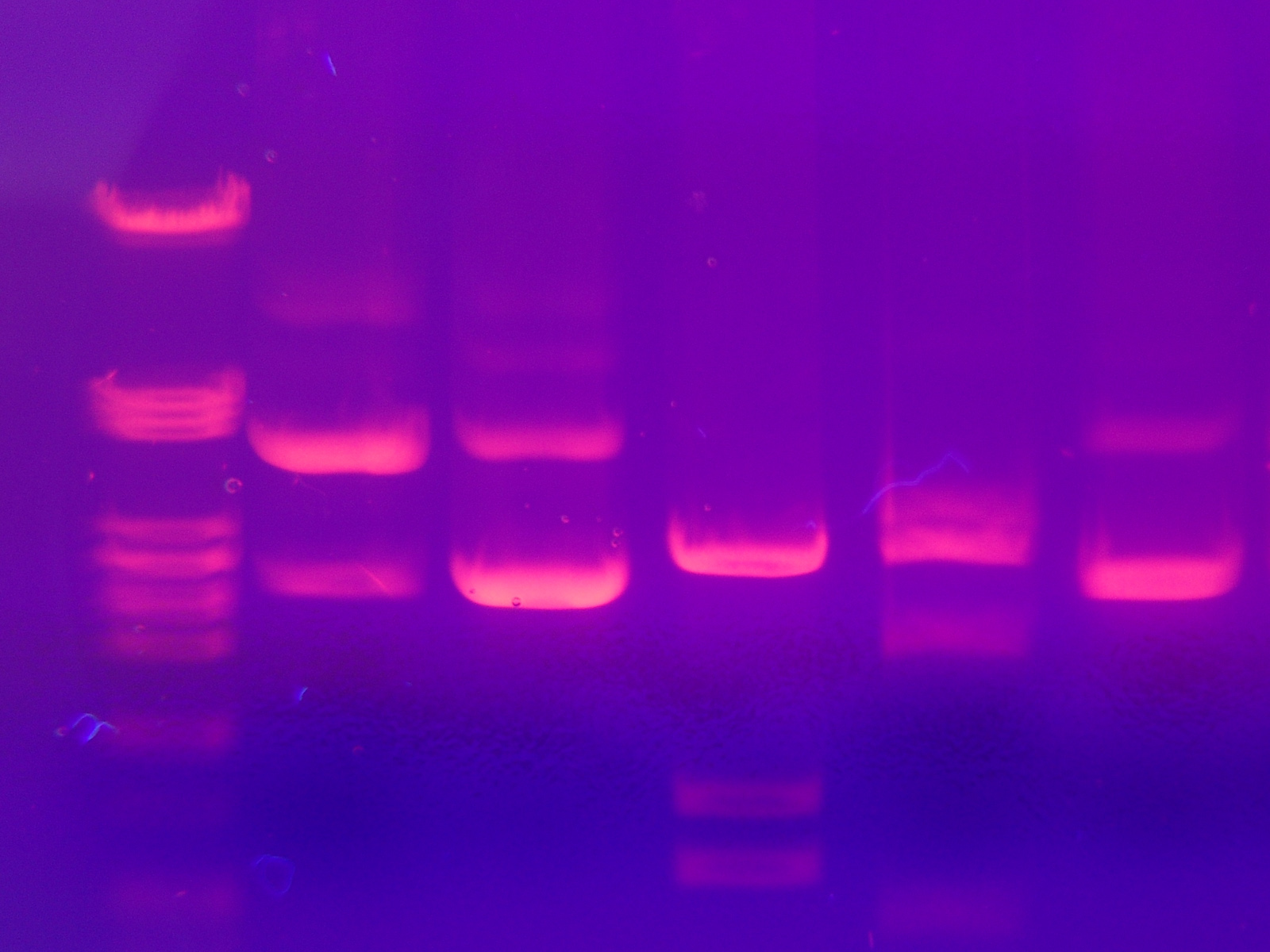
- Gel de agarose após electroforese de fragmentos de DNA. Uma técnica de biologia molecular

- Biologia marinha — estuda a vida marinha, animais e plantas, e suas relações ecológicas
- Biologia molecular — estuda as interações bioquímicas celulares envolvidas na duplicação do material genético e na síntese proteica;
- Biossistemática — o mesmo que sistemática;
- Botânica — estuda o reino vegetal e se divide em grandes áreas de estudo, como a fisiologia, morfologia e a sistemática vegetais, subdivididas em vários ramos especializados:
  - Botanica clínica (ou médica): aplicação da biologia vegetal à prática de utilização das plantas medicinais e fitoterapia.
- Ecologia — estuda as relações dos seres vivos entre si ou com o meio orgânico ou inorgânico no qual vivem;
  - Ecologia humana: estudo a relação do ser humano com o seu ambiente natural.
- Fisiologia — estudo das funções e do funcionamento normal dos seres vivos, especialmente dos processos físico-químicos que ocorrem nas células, tecidos, órgãos e sistemas dos seres vivos sadios; biofisiologia;
  - Fisiologia humana — o mesmo que biologia humana;
- Genética — estuda a hereditariedade, bem como a estrutura e das funções dos genes. Subdivide-se em:
  - Genética clássica (ou genética mendeliana) — dentro da genética clássica os genes são a unidade fundamental da hereditariedade;[28]
  - Genética moderna — (ou genética pós-mendeliana) dentro da genética moderna os genes são partículas de DNA que codificam partículas;[28]
  - Genética molecular — estuda a estrutura e função dos genes a nível molecular e seus métodos de emprego tanto na biologia molecular, quanto na genética.
- Medicina — estuda a prevenção, cura, ou tratamento de doenças, traumatismos e afecções, bem como à manutenção da saúde:
  - Anatomia — estuda a forma e da estrutura dos diferentes elementos constituintes corporais dos seres vivos;
  - Farmacologia — estuda as propriedades químicas dos medicamentos e suas respectivas classificações;
  - Histologia — disciplina que realiza estudos da estrutura microscópica, composição e função dos tecidos vivos;
  - Toxicologia — estuda a composição química e os efeitos das substâncias tóxicas e dos venenos, bem como o diagnóstico e o tratamento das intoxicações e dos envenenamentos.
- Microbiologia — estuda os microorganismos patogênicos, responsáveis pelas doenças infecciosas. Engloba:
  - Bacteriologia — estuda as bactérias e suas propriedades por diversos métodos (por exemplo, observação microscópica, coloração, cultura);
  - Micologia — estudo dos fungos; micetologia;
  - Virologia — estuda os vírus.
- Nutrição;
- Parasitologia — estuda os parasitas animais e vegetais e a relação entre parasita e hospedeiro; ramo da parasitologia, ecologia ou zoologia que estuda especificamente os vermes endoparasitas;
- Patologia — estuda a natureza das doenças e suas causas, processos, desenvolvimento e consequências;
- Sistemática — classifica os seres vivos através do estudo comparativo de suas características, aspectos e fenômenos morfológicos, fisiológicos, genéticos e evolutivos com o objetivo de reconstruir seu histórico evolutivo a partir das relações e afinidades entre os diversos grupos de espécies; biossistemática;
- Zoologia — estudo dos animais e da vida animal, incluindo a sua estrutura, fisiologia, desenvolvimento e classificação trata dos animais e da vida animal, incluindo sua estrutura, fisiologia, desenvolvimento e classificação:
  - Carcinologia — estudo dos crustáceos;
  - Entomologia — estudo dos insetos;
  - Etologia — estudo comportamento animal;
  - Helmintologia — estudo dos vermes;
  - Herpetologia — estudo dos répteis e anfíbios;
  - Ictiologia — estudo dos peixes;
  - Mastozoologia — estudo dos mamíferos;
  - Malacologia — estudo dos moluscos;
  - Ornitologia — estudo dos pássaros;
  - Primatologia — estudo dos primatas.

### Subdivisões interdisciplinares
- Biofísica — ou física biológica, é uma ciência interdisciplinar que aplica as teorias e os métodos das ciências físicas às questões da biologia.
- Bioquímica — estuda a estrutura e função de componentes celulares, como as proteínas, carboidratos, lipídios, ácidos nucleicos e outras biomoléculas, suas funções e transformações durante o processo de vida.
- Bioclimatologia — estuda a influência do clima sobre os organismos.
- Bioengenharia — ou engenharia biológica, lida com processos biológicos e moleculares, design de produtos, sustentabilidade e análise de sistemas biológicos.
- Biogeografia — ciência que tenta descrever a mudança de distribuições e padrões geográficos da vida e espécies fósseis de plantas e animais.
- Bioinformática — tecnologia da informação aplicada às ciências da vida, especialmente a tecnologia utilizada para a coleta, armazenamento e recuperação de dados genômicos.
- Biomatemática — ou biologia matemática, é um campo interdisciplinar de estudo acadêmico que visa modelar processos naturais, biológicos usando técnicas e ferramentas matemáticas. Possui tanto aplicações práticas, quanto teóricas na pesquisa biológica.
- Biônica — subdisciplina da biofísica e da bioquímica, voltada à aplicação dos conhecimentos da biologia na solução de problemas de engenharia.

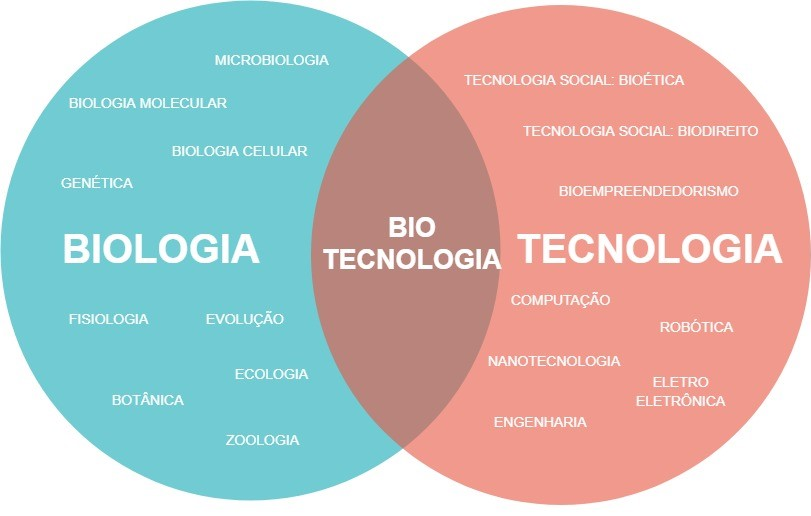
Biotecnologia: Aplicação de toda e qualquer ciência biológica, em junção com tecnologias, para a produção de bens, produtos e serviços

- Biotecnologia — ciência aplicada que se preocupa com sistemas biológicos, organismos vivos ou seus derivados, a fazer ou modificar produtos ou processos para uso específico.
- Bioética — estudo dos problemas e implicações morais despertados pelas pesquisas científicas em biologia e medicina.
- Geobiologia — combina geologia e biólogos a fim de estudar as interações de organismos com seu ambiente.
- Etnobiologia — estuda as interações humanas passadas e presentes com o meio ambiente, por exemplo, o uso de flora e fauna diversas por sociedades indígenas.
- Neurobiologia — subdisciplina tanto da biologia, quanto da neurociência que estuda as células do sistema nervoso e a organização delas dentro de circuitos funcionais que processam a informação e medeiam o comportamento.
- Paleontologia — estuda as formas de vida existentes em períodos geológicos passados, a partir dos seus fósseis. Subdivisões conceituais:
- Biocronologia — estudo da flora e da fauna características de cada um dos períodos geológicos.
- Paleobiologia — estuda os organismos do passado geológico da Terra, com base nas informações contidas nos registros fósseis.
- Tafonomia — estudo da transição de restos, peças ou produtos de organismos, na biosfera para a litosfera, criando assembleias de fósseis.
- Psicobiologia — estuda o funcionamento mental e o comportamento em relação a outros processos biológicos.

### Outras subdivisões
- Agricultura — ciência e prática de produção de culturas e gado a partir dos recursos naturais da terra.
- Astrobiologia — o mesmo que exobiologia.
- Biologia computacional.
- Biologia de conservação — estudo e esquemas de preservação do habitat e proteção de espécies com o objetivo de aliviar a crise de extinção e conservar a biodiversidade.
- Biologia de sistemas — ou biologia sistêmica, é um campo que objetiva entender sistemas no "nível de sistemas" através de análises de dados biológicos usando técnicas computacionais.
- Biologia do solo — estuda os organismos (vegetais ou animais) que vivem no solo e suas relações entre si.
- Biologia química — estuda os efeitos de pequenas moléculas em processos biológicos.
- Criobiologia — estuda os efeitos de baixas temperaturas em organismos vivos.
- Cronobiologia — estuda os fenômenos relacionados ao tempo em organismos vivos.
- Exobiologia — estuda como ambientes extraterrenos podem afetar organismos vivos e também as possibilidades da existência de vida extraterrena; astrobiologia.
- Hidrobiologia — estuda a vida em ambientes aquáticos.
- Imunobiologia — o mesmo que imunologia.
- Imunologia — estuda a estrutura e função do sistema imunológico, imunidade inata e adquirida, distinção corporal e técnicas laboratoriais envolvendo a interação de antígenos com anticorpos específicos.
- Morfologia (biológica).
- Protistologia — estuda os seres protistas.
- Radiobiologia — estuda os efeitos da luz e das radiações ultravioleta e ionizantes sobre os organismos ou tecidos vivos e a relação dos mesmos com a saúde.

## Princípios

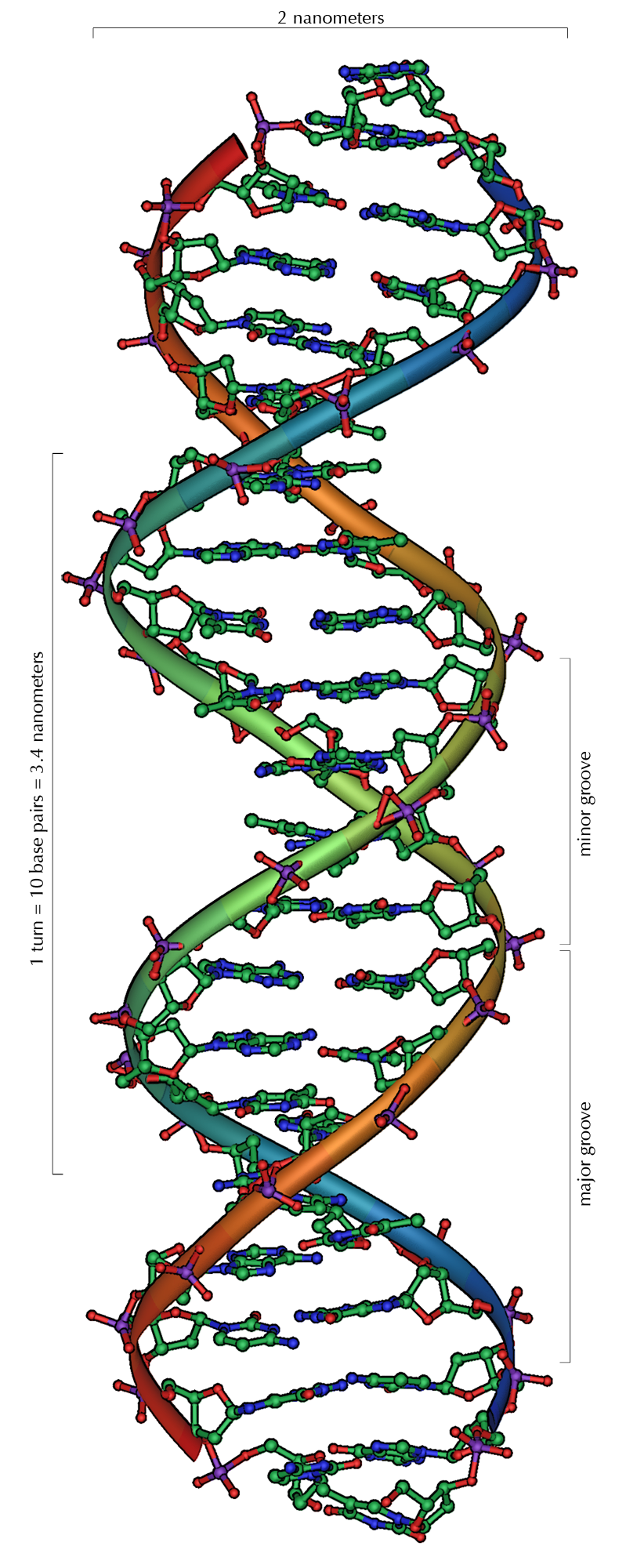
Estrutura de DNA

### Universalidade: bioquímica, células e o código genético
Existem muitas unidades universais e processos comuns que são fundamentais para todas as formas de vida. Por exemplo, quase todas as formas de vida são constituídas por células que, por sua vez, funcionam segundo uma bioquímica comum baseada no carbono. A exceção a essa regra são os vírus e os príons, que não são compostos por células. Os primeiros assumem uma forma cristalizada inativa e só se reproduzem com o aparelho nuclear das células alvo. Os príons, por sua vez, são proteínas auto replicantes-infectantes, que causam, por exemplo, a encefalopatia bovina espongiforme (ou "mal da vaca louca").
Todos os organismos transmitem a sua hereditariedade através de material genético baseado em ácidos nucleicos, podendo ser ou DNA (ácido desoxirribonucleico) ou RNA (Ácido ribonucléico), usando um código genético universal. Durante o desenvolvimento o tema dos processos universais está também presente: por exemplo, na maioria dos organismos metazoários, os passos básicos do desenvolvimento inicial do embrião partilham estágios morfológicos semelhantes e envolvem genes similares.

### Evolução: teoria e evidências

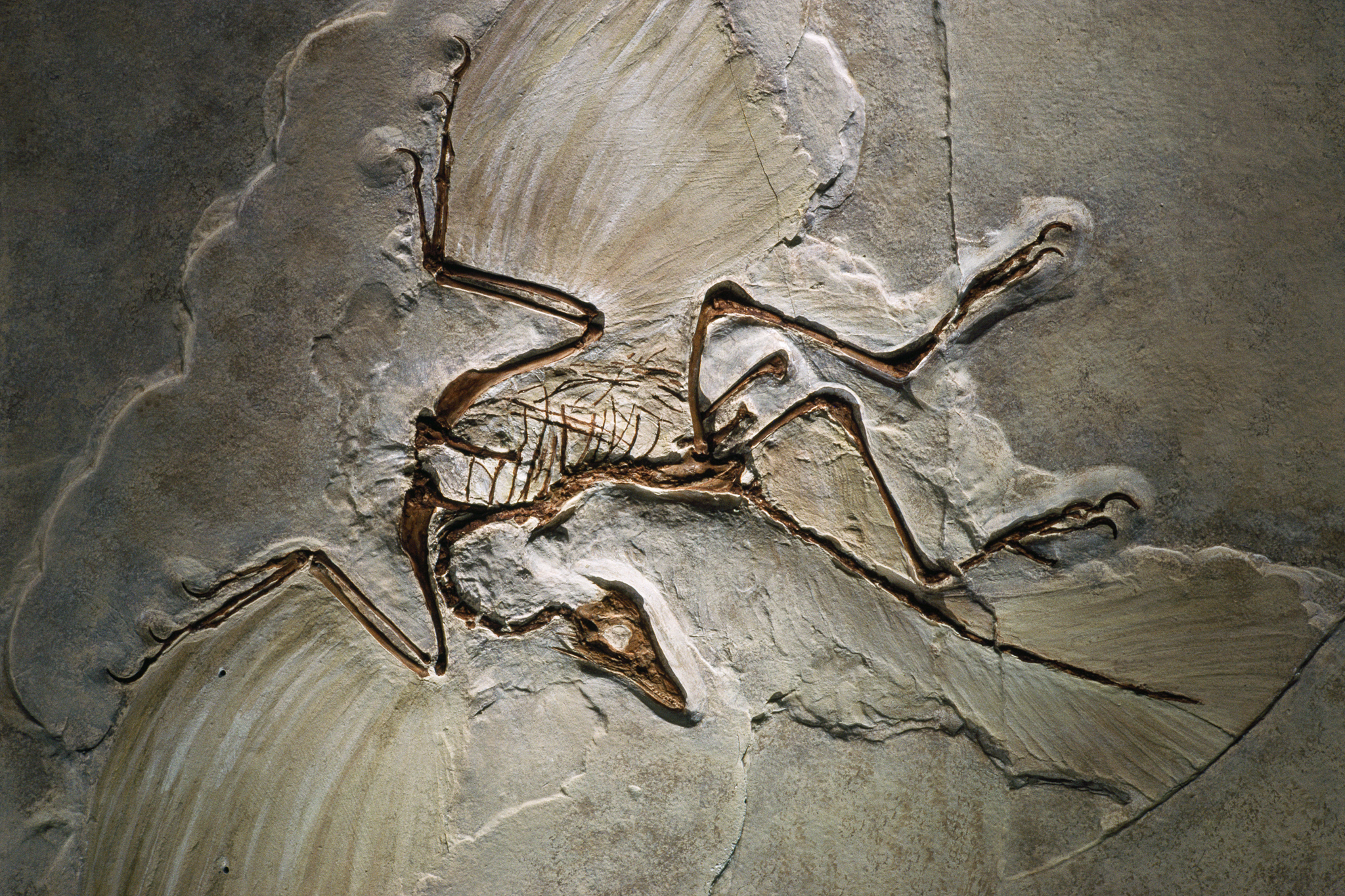
Fóssil de Archaeopteryx

Um dos conceitos nucleares e estruturantes em biologia é de que a vida mudou e tem mudado, desde que surgiu no planeta, e de que os seres vivos possuem ancestrais e descendência comum. De fato, é uma das razões pelas quais os organismos biológicos exibem a notável similaridade de unidades e processos discutida na seção anterior. Charles Darwin estabeleceu a evolução como uma teoria viável ao enunciar a sua força motriz: a seleção natural. (Alfred Russel Wallace é comumente reconhecido como co-autor deste conceito). A deriva genética foi admitida como um mecanismo adicional na chamada síntese moderna. A história evolutiva duma espécie, que descreve as várias espécies de que aquela descende e as características destas, juntamente com a sua relação com outras espécies vivas, constituem a sua filogenia. A elaboração duma filogenia recorre às mais variadas abordagens, desde a comparação de genes no âmbito da biologia molecular ou da genómica até comparação de fósseis e outros vestígios de organismos antigos pela paleontologia. As relações evolutivas são analisadas e organizadas mediante vários métodos, nomeadamente a filogenia, a fenética e a cladística. Os principais eventos na evolução da vida, tal como os biólogos os veem, podem ser resumidos nesta cronologia evolutiva.

Versão esquemática e simplificada da árvore filogenética da vida de acordo com a teoria dos Três Domínios

Apesar da unidade subjacente, a vida exibe uma diversidade surpreendente em termos de morfologia, comportamento e ciclos de vida. A classificação de todos os seres vivos é uma tentativa de lidar com toda esta diversidade, e o objetivo de estudo da sistemática e da taxonomia. A taxonomia separa os organismos em grupos chamados táxon, enquanto a sistemática procura estabelecer relações entre estes. Uma classificação científica deve refletir as árvores filogenéticas, também chamadas árvores evolutivas, dos vários organismos.
Tradicionalmente, os seres vivos são divididos em cinco reinos:
Monera -- Protista -- Fungi -- Plantae -- Animalia
Contudo, vários autores consideram este sistema desactualizado. Abordagens mais modernas começam geralmente com o sistema dos três domínios:
Archaea (originalmente Archaebacteria) — Bacteria (originalmente Eubacteria) — Eukaryota
Estes domínios são definidos com base em diferenças a nível celular, como a presença ou ausência de núcleo e a estrutura da membrana exterior. Existe ainda toda uma série de parasitas intracelulares considerados progressivamente menos "vivos" em termos da sua actividade metabólica:[carece de fontes?]
Vírus — Viroide — Virusoide — Priões

### Homeostase: adaptação à mudança
A homeostase é a propriedade de um sistema aberto de regular o seu ambiente interno de modo a manter uma condição estável mediante múltiplos ajustes de um equilíbrio dinâmico controlados pela interação de mecanismos de regulação. Todos os organismos, unicelulares e multicelulares, exibem homeostase. A homeostase pode-se manifestar ao nível da célula, na manutenção duma acidez (pH) interna estável, do organismo, na temperatura interna constante dos animais de sangue quente, e mesmo do ecossistema, no maior consumo de dióxido de carbono atmosférico devido a um maior crescimento da vegetação provocado pelo aumento do teor de dióxido de carbono na atmosfera. Tecidos e órgãos também mantêm homeostase.

### Interação: grupos e ambientes
Todo o ser vivo interage com outros organismos e com o seu ambiente. Uma das razões pelas quais os sistemas biológicos são tão difíceis de estudar é precisamente a possibilidade de tantas interações diferentes com outros organismos e com o ambiente. Uma bactéria microscópica reagindo a um gradiente local de açúcar está a reagir ao seu ambiente exatamente da mesma forma que um leão está a reagir ao seu quando procura alimento na savana africana, ou um avestruz protege seu ninho comunal na África. Dentro duma mesma espécie ou entre espécies, os comportamentos podem ser cooperativos, agressivos, parasíticos ou simbióticos. A questão torna-se mais complexa à medida que um número crescente de espécies interage num ecossistema. Este é o principal objetivo de estudo da ecologia.

## Âmbito
A biologia tornou-se um campo de investigação tão vasto que geralmente não é estudada como uma única disciplina, mas antes dividida em várias disciplinas subordinadas. Consideramos aqui quatro grandes agrupamentos. O primeiro consiste nas disciplinas que estudam as estruturas básicas dos sistemas vivos: células, genes, etc.; um segundo agrupamento aborda o funcionamento destas estruturas ao nível dos tecidos, órgãos e corpos; um terceiro incide sobre os organismos e o seu ciclo de vida; um último agrupamento de disciplinas foca-se nas interacções. Note-se, contudo, que estas descrições, estes agrupamentos e as fronteiras entre estes são apenas uma descrição simplificada do todo que é a investigação biológica. Na realidade, as fronteiras entre disciplinas são muito fluidas e a maioria das disciplinas recorre frequentemente a técnica doutras disciplinas. Por exemplo, a biologia evolutiva apoia-se fortemente em técnicas da biologia molecular para determinar sequências de DNA que ajudam a perceber a variação genética dentro duma população; e a fisiologia recorre com frequência à biologia celular na descrição do funcionamento dos sistemas de órgãos.[carece de fontes?]

### Estrutura da vida

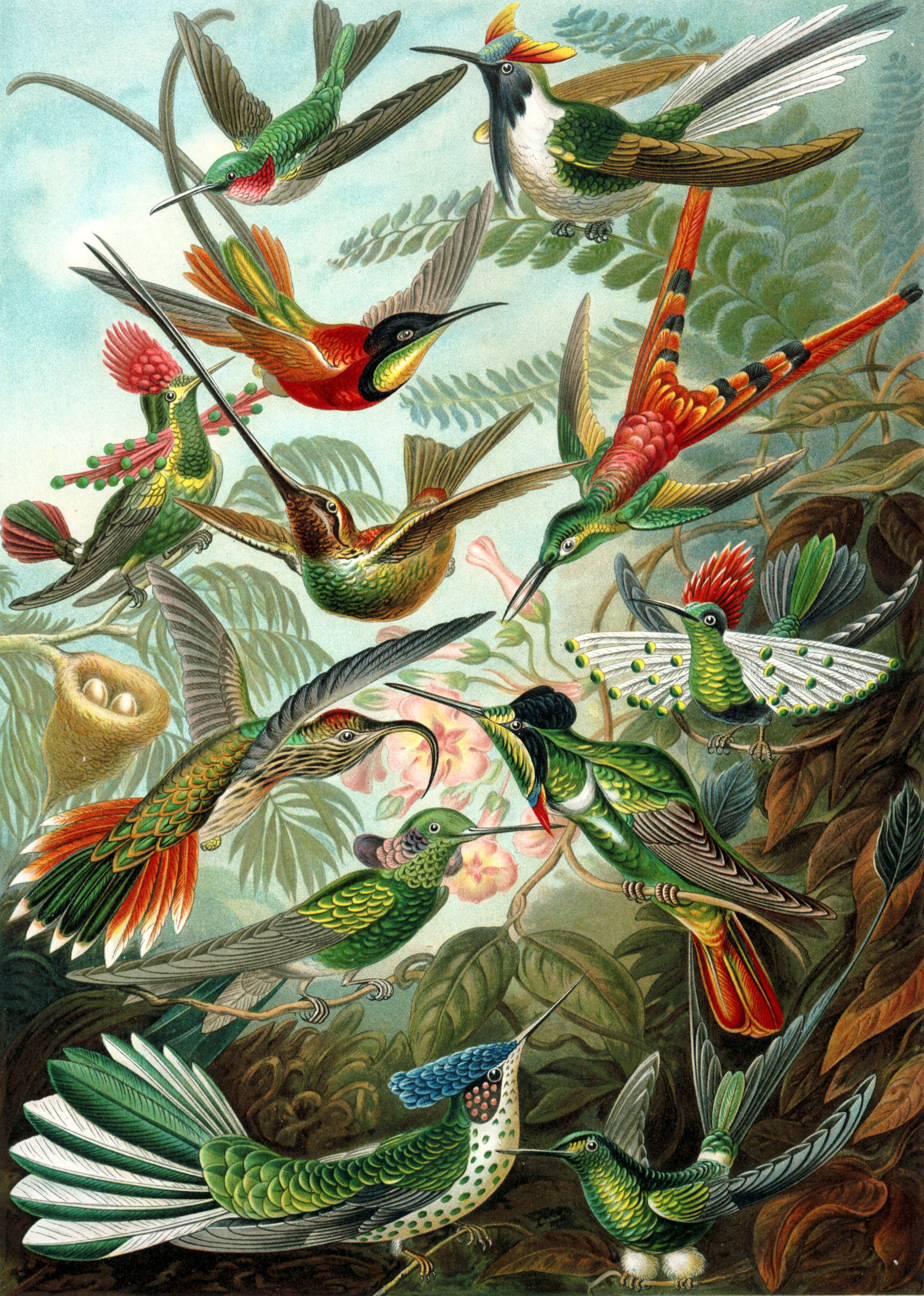
Ilustração do Kunstformen der Natur mostrando uma variedade de beija-flores

A biologia molecular é o estudo da biologia ao nível molecular, sobrepondo-se em grande parte com outras áreas da biologia, nomeadamente a genética e a bioquímica. Ocupa-se essencialmente das interacções entre os vários sistemas celulares, incluindo a correlação entre DNA, RNA e a síntese proteica, e de como estas interacções são reguladas.
A biologia celular estuda as propriedades fisiológicas das células, bem como o seu comportamento, interacções e ambiente, tanto ao nível microscópico como molecular. Ocupa-se tanto de organismos unicelulares como as bactérias, como de células especializadas em organismos multicelulares como as dos humanos.
Compreender a composição e o funcionamento das células é essencial para todas as ciências biológicas. Avaliar as semelhanças e as diferenças entre os diferentes tipos de células é particularmente importante para estas duas disciplinas, e é a partir destas semelhanças e diferenças fundamentais que emerge um padrão unificador que permite que os princípios deduzidos a partir dum tipo de célula sejam extrapolados e generalizados para outros tipos de célula.[carece de fontes?]
A genética é a ciência dos genes, da hereditariedade e da variação entre organismos. Na investigação moderna, providencia ferramentas importantes para o estudo da função dum gene particular e para a análise de interacções genéticas. Nos organismos, a informação genética normalmente está nos cromossomas, mais concretamente, na estrutura química de cada uma das moléculas de DNA.

Estrutura do DNA em 3D

Os genes codificam a informação necessária para a síntese de proteínas que, que, por sua vez, desempenham um papel central em influenciar o fenótipo final do organismo.

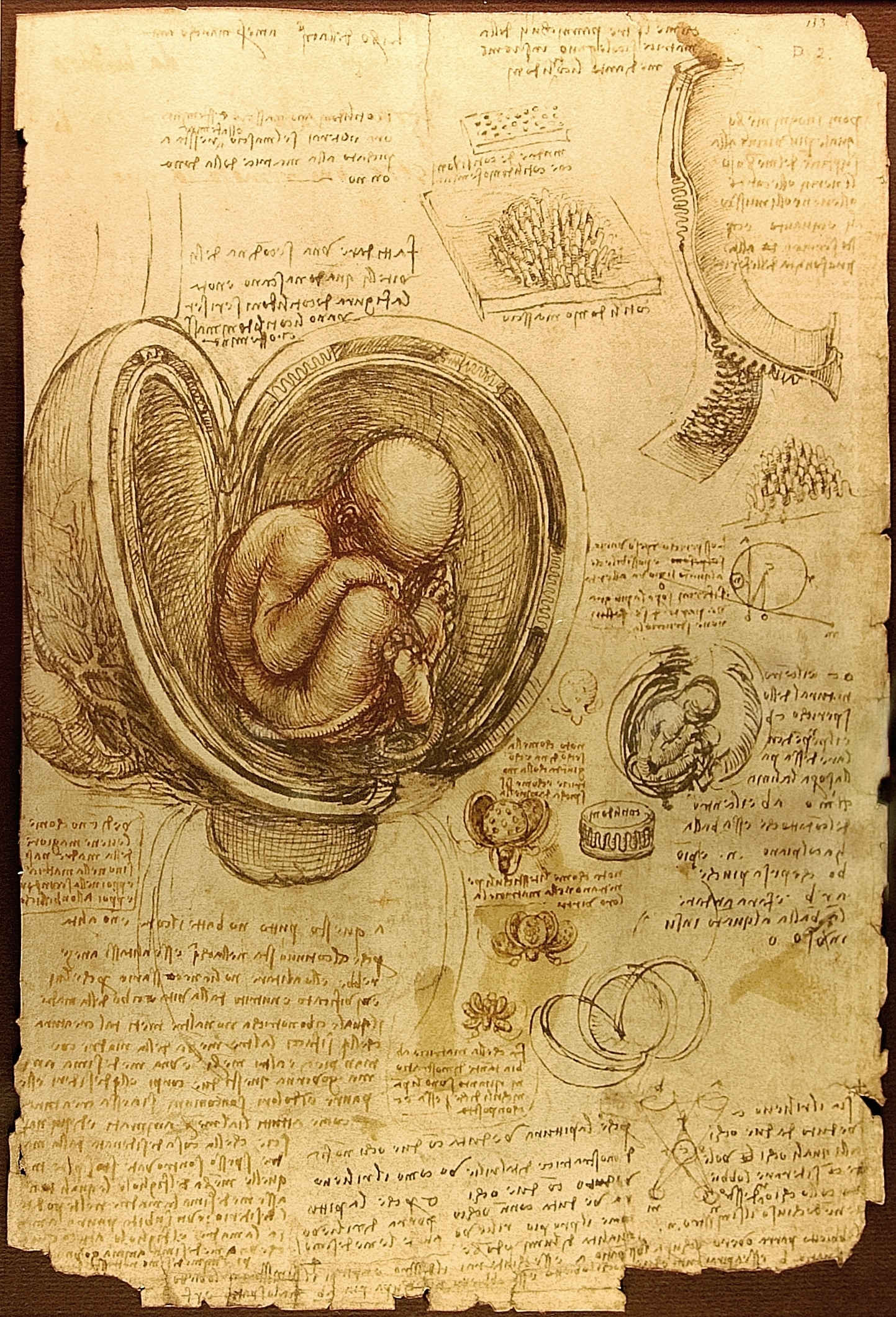
Estudos sobre embriologia humana de Da Vinci

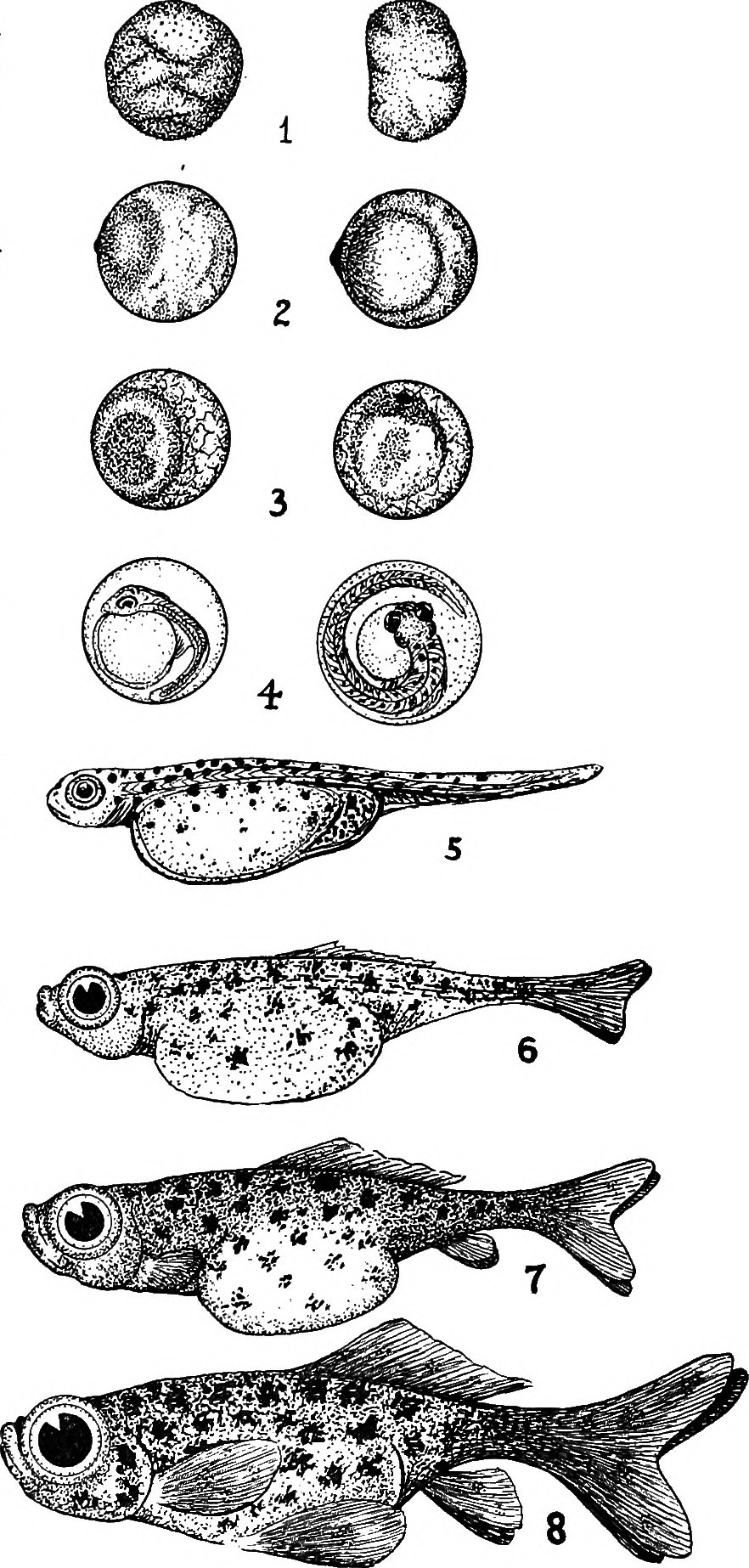
Processo de desenvolvimento de um peixe

A biologia do desenvolvimento estuda o processo pelo qual os organismos crescem e se desenvolvem. Confinada originalmente à embriologia, nos nossos dias estuda o controle genético do crescimento e diferenciação celular e da morfogênese, o processo que dá origem aos tecidos, órgãos e à anatomia em geral. Entre as espécies privilegiadas nestes estudos encontram-se o nemátode Caenorhabditis elegans, a mosca-do-azeite Drosophila melanogaster, o peixe-zebra Brachydanio rerio ou Danio rerio, o camundongo Mus musculus, e a erva Arabidopsis thaliana.

### Fisiologia dos organismos
A fisiologia estuda os processos mecânicos, físicos e bioquímicos dos organismos vivos, tentando compreender como as várias estruturas funcionam como um todo. É tradicionalmente dividida em fisiologia vegetal e fisiologia animal, mas os princípios da fisiologia são universais, independentemente do organismo estudado. Por exemplo, informação acerca da fisiologia duma célula de levedura também se aplica a células humanas, e o mesmo conjunto de técnicas e métodos é aplicado à fisiologia humana ou à de outras espécies, animais e vegetais.
A anatomia é uma parte importante da fisiologia e estuda a forma como funcionam e interagem os vários sistemas dum organismo, como, por exemplo, os sistemas nervoso, imunitário, endócrino, respiratório e circulatório. O estudo destes sistemas é partilhado com disciplinas da medicina como a neurologia, a imunologia e afins.

### Diversidade e evolução dos organismos

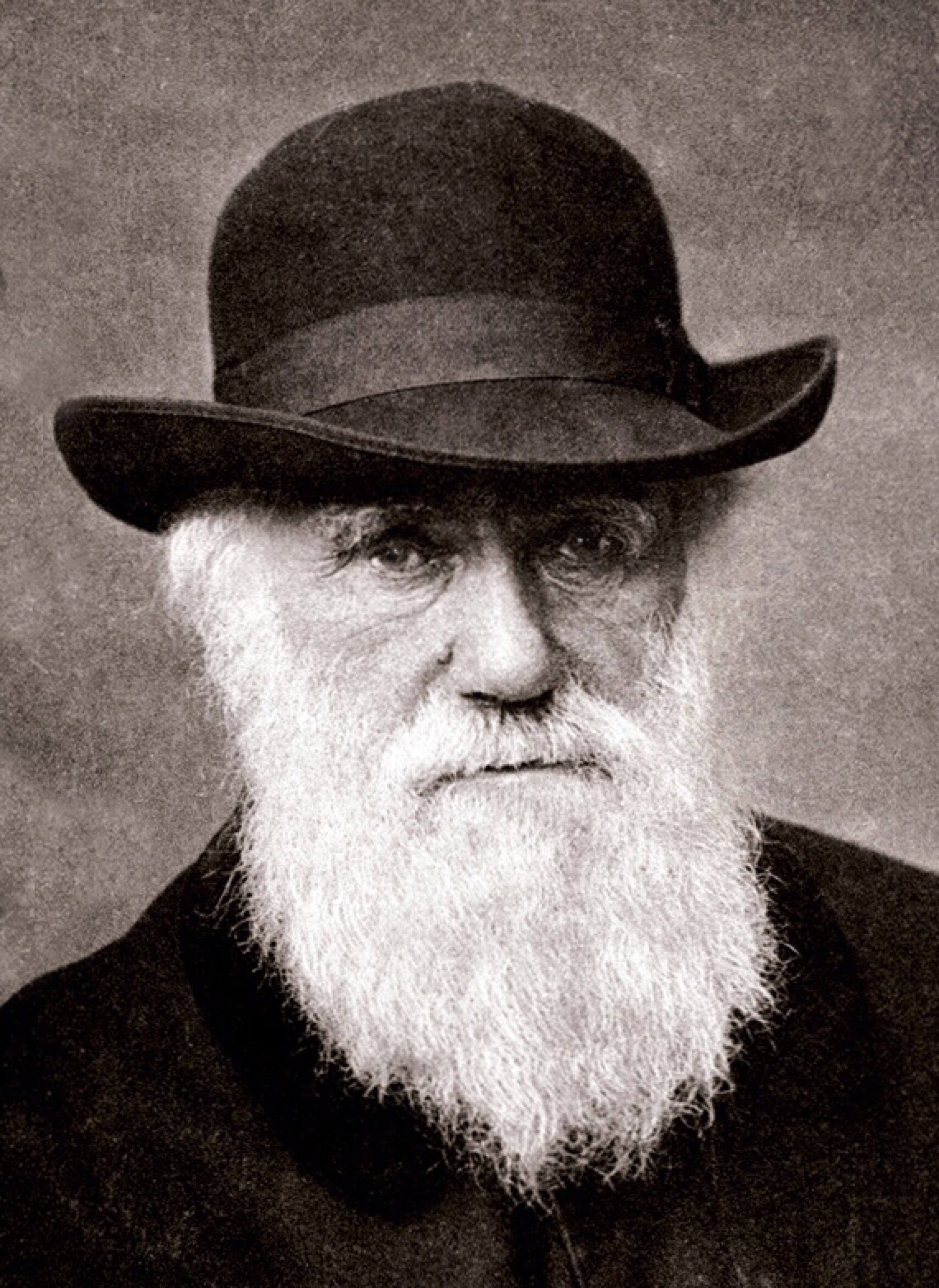
Charles Darwin, em fotografia de 1880

A biologia evolutiva ocupa-se da origem e descendência de entidades biológicas (espécies, populações ou mesmo genes), bem como da sua modificação ao longo do tempo, ou seja, da sua evolução. É uma área heterogénea onde trabalham investigadores oriundos das mais variadas disciplinas taxonómicas, tais como a mamalogia, a ornitologia e a herpetologia, que usam o seu conhecimento sobre esses organismos para responder a questões gerais de evolução. Inclui ainda os paleontólogos que estudam fósseis para responder a questões acerca do modo e do tempo da evolução, e teóricos de áreas como a genética populacional e a teoria evolutiva. Na década de 1990, a biologia do desenvolvimento recuperou o seu papel na biologia evolutiva após a sua exclusão inicial da síntese moderna. Áreas como a filogenia, a sistemática e a taxonomia estão relacionadas com a biologia evolutiva e são por vezes consideradas parte desta.
As duas grandes disciplinas da taxonomia são a botânica e a zoologia. A botânica ocupa-se do estudo das plantas e abrange um vasto leque de disciplinas que estudam o seu crescimento, reprodução, metabolismo, desenvolvimento, doenças e evolução.[carece de fontes?]
A zoologia ocupa-se do estudo dos animais, incluindo aspectos como a sua fisiologia, anatomia e embriologia. Tanto a botânica como a zoologia se dividem em disciplinas menores especializadas em grupos particulares de animais e plantas. A taxonomia inclui outras disciplinas que se ocupam doutros organismos além das plantas e dos animais, como, por exemplo, a micologia, que estuda os fungos. Os mecanismos genéticos e de desenvolvimento partilhados por todos os organismos são estudados pela biologia molecular, pela genética molecular e pela biologia do desenvolvimento.

#### Classificação da vida
O sistema de classificação dominante é conhecido como taxonomia lineana, que inclui conceitos como a estruturação em níveis e a nomenclatura binomial. A atribuição de nomes científicos a organismos é regulada por acordos internacionais como o Código Internacional de Nomenclatura Botânica (ICBN), o Código Internacional de Nomenclatura Zoológica (ICZN), e o Código Internacional de Nomenclatura Bacteriana (ICNB). Um esboço dum código único foi publicado em 1997 numa tentativa de uniformizar a nomenclatura nas três áreas, mas que parece não ter sido ainda adoptado formalmente. O Código Internacional de Classificação e Nomenclatura de Vírus (ICVCN) não foi incluído neste esforço de uniformização.

### Interações entre organismos
A ecologia estuda a distribuição e a abundância dos organismos vivos, e as interações dos organismos entre si e com o seu ambiente. O ambiente de um organismo inclui não só o seu habitat, que pode ser descrito como a soma dos fatores abióticos locais tais como o clima e a geologia, mas também pelos outros organismos com quem partilha o seu habitat. Os sistemas ecológicos são estudados a diferentes níveis, do individual e populacional ao do ecossistema e da biosfera. A ecologia é uma ciência multidisciplinar, recorrendo a vários outros domínios científicos.[carece de fontes?]
A etologia estuda o comportamento animal (com particular ênfase nos animais sociais como os primatas e os canídeos) e é por vezes considerada um ramo da zoologia. Uma preocupação particular dos etólogos prende-se com a evolução do comportamento e a sua compreensão em termos da teoria da seleção natural. De certo modo, o primeiro etólogo moderno foi Charles Darwin, cujo livro The Expression of the Emotions in Man and Animals influenciou muitos etólogos.[carece de fontes?]